# Лесно-Конобеевское сельское поселение
Лесно́-Конобе́евское се́льское посе́ление — сельское поселение в Шацком районе Рязанской области. Поселение утверждено 14 апреля 2009 года, советом депутатов муниципального образования Лесно-Конобеевское сельское поселение, в связи с законом «О наделении муниципального образования — Шацкий район статусом муниципального района», принятый Рязанской областной Думой 22 сентября 2004 года.
Административный центр — село Лесное Конобеево.

## Население
| 2010 | 2012  | 2013  | 2014  | 2015  | 2016 | 2017 |
| ---- | ----- | ----- | ----- | ----- | ---- | ---- |
| 1136 | ↘1096 | ↘1059 | ↘1032 | ↘1002 | ↘955 | ↘924 |
| 2018 | 2019  | 2020  | 2021  |       |      |      |
| ↘881 | ↘863  | ↘857  | ↗927  |       |      |      |

## Состав сельского поселения
В состав сельского поселения входят 3 населённых пункта
- Алеменево (деревня) — 100[13]
- Лесное Конобеево (село, административный центр) — 619[13]
- Польное Конобеево (село) — 607[13]

## Известные уроженцы
- Баландин, Василий Максимович — Герой Советского Союза.
- Лачинов Дмитрий Алексеевич (1842—1902) — русский физик и электротехник.
- Лачинов Павел Александрович (1837—1891) — профессор химии, синтезировал и изучал нитро-, циан- и галоген-бензолы и другие ароматические углеводороды.
- Гумилевский Дмитрий Григорьевич (архиепископ Филарет) (1805—1886) — историк православной церкви, уроженец села Конобеево.
- Семёнов Александр Александрович (1873—1953) — доктор исторических наук, профессор, академик Таджикской Академии наук, занимался этнографией и историей народов Средней Азии, уроженец села Польное Конобеево.